# Kainan

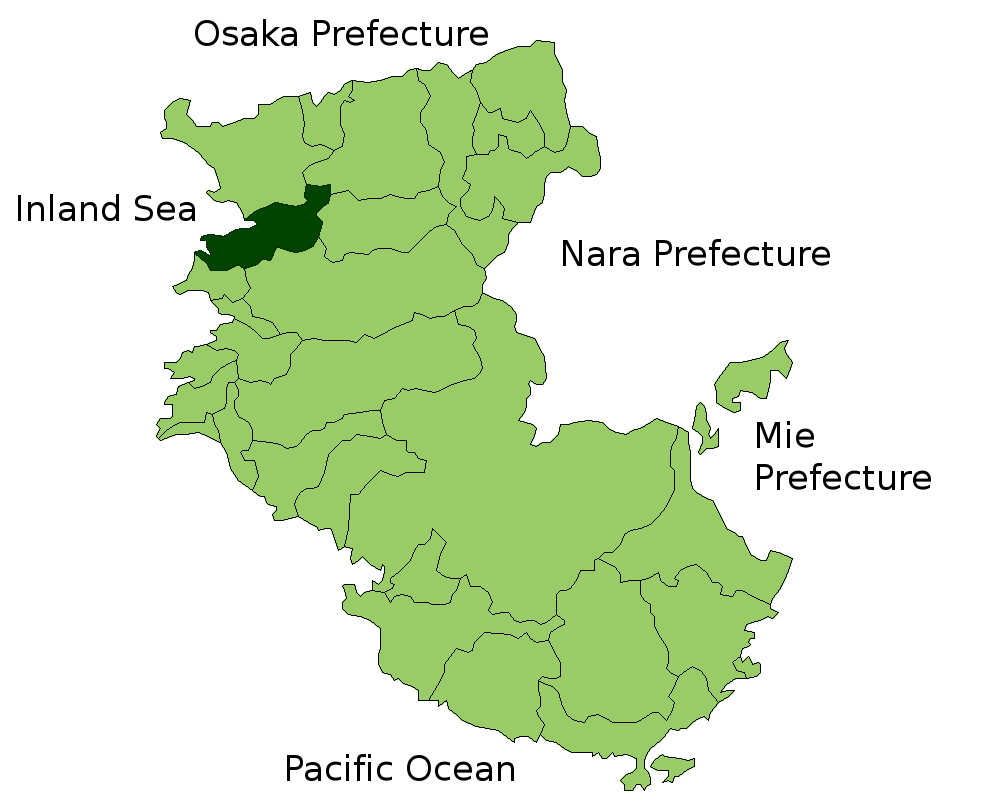

Kainan (海南市 Kainan-shi?) este un municipiu din Japonia, prefectura Wakayama.